# Albańczycy
Albańczycy (alb. Shqiptarët) – naród pochodzenia indoeuropejskiego zamieszkujący Albanię (około 3 milionów), Kosowo (1,8 miliona), Macedonię Północną (około 510 tysięcy), Czarnogórę (około 31 tysięcy) oraz Europę Zachodnią, głównie Niemcy. Arboresze jako potomkowie Albańczyków mieszkają także we Włoszech. Albańczycy z Albanii wyznają w 59% islam (57% wyznaje islam w obrządku sunnickim, 2% w bektaszyckim), 17% wyznaje chrześcijaństwo (10% katolicyzm, 7% prawosławie) pozostałe 24% to większości osoby niewierzące lub takie, które nie chciały podawać swojej religii. Kosowscy Albańczycy są w 96% muzułmanami, pozostałe 4% to głównie katolicy.
Albańczycy wywodzą się (według jednej z teorii, obecnie dominującej) od niezromanizowanych autochtonicznych Ilirów. W ich etnogenezie pewien udział mogli również mieć Trakowie i wiele innych nacji. Potomkami zromanizowanych Illirów są Wołosi. Początki ich państwowości sięgają XII wieku. W XIV wieku znaleźli się pod turecką dominacją, podczas której wielu z nich przeszło na islam. Niepodległość uzyskali w drugiej dekadzie XX wieku.
W północnej części kraju Albańczycy zachowali pozostałości ustroju rodowo-plemiennego (np. krwawą zemstę). W kulturze narodowej dzielą się oni na dwie grupy: żyjący na północy Gegowie, żyjący na południe od rzeki Shkumbin – Toskowie, a także dwie grupy z pogranicza grecko-albańskiego – w Czamerii Czamowie i Labowie. Grupy te używają odmiennych dialektów języka albańskiego.
Albańczykami byli m.in.:
- Matka Teresa (1910–1997)
- Enver Hodża (1908–1985)
- Skanderbeg (1405–1468)
- Lekë Dukagjini (1410–1481)
- Muhammad Ali, wicekról Egiptu
- Lew Janiny, (1741–1822)
- Fan Noli (1882–1965)

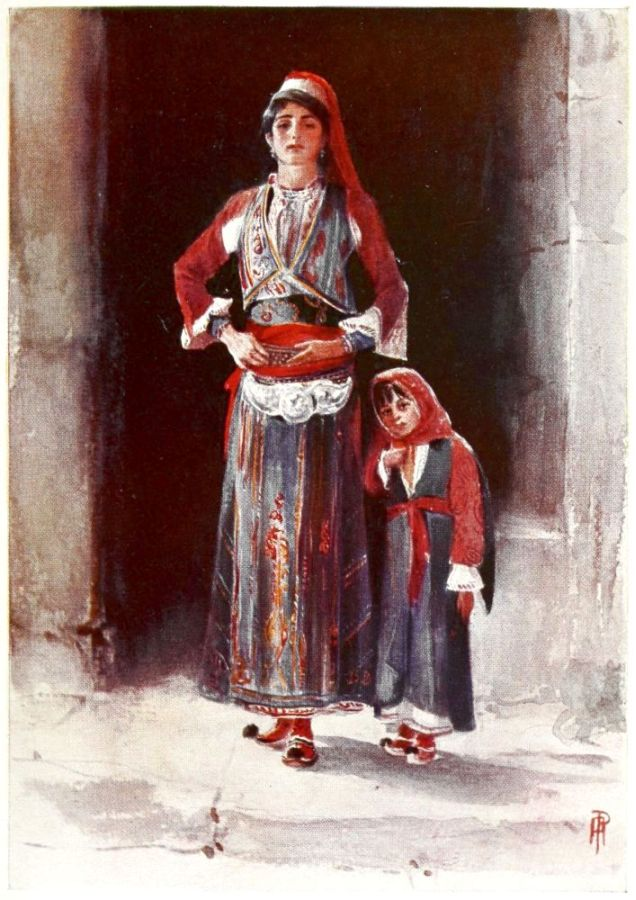
Albańskie chłopki przedstawione w książce o kostiumach autorstwa Eliza Davis zilustrowanej przez Percy Anderson (artysta) (1906)

Albańskiego pochodzenia są również aktorzy Jim i John Belushi, aktorka Eliza Dushku oraz piosenkarki Dua Lipa, Bebe Rexha, Rita Ora i Ava Max.

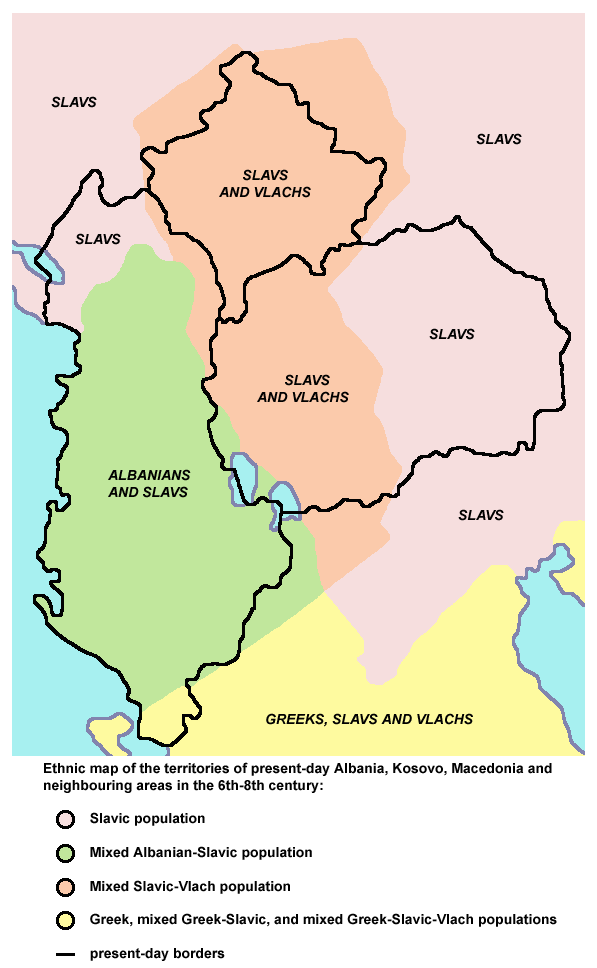
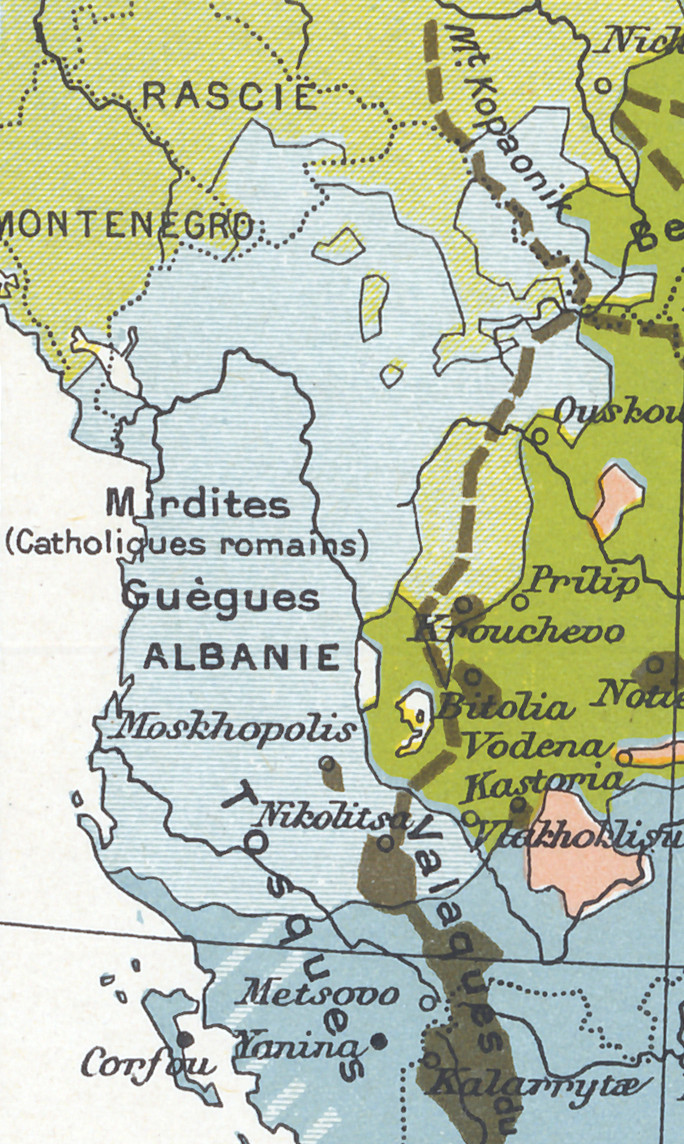
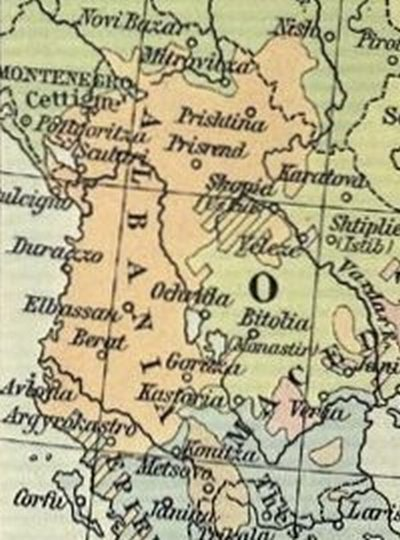
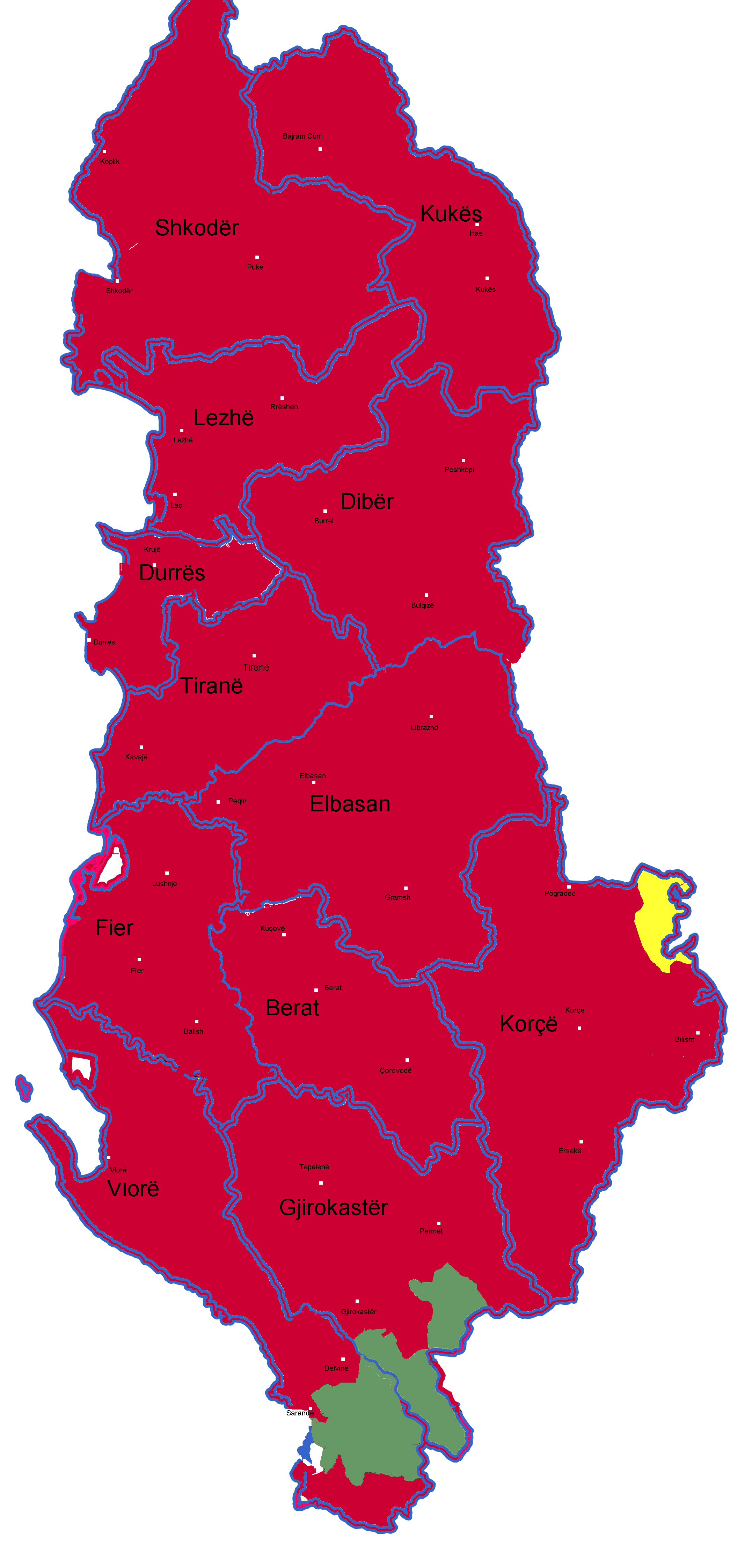
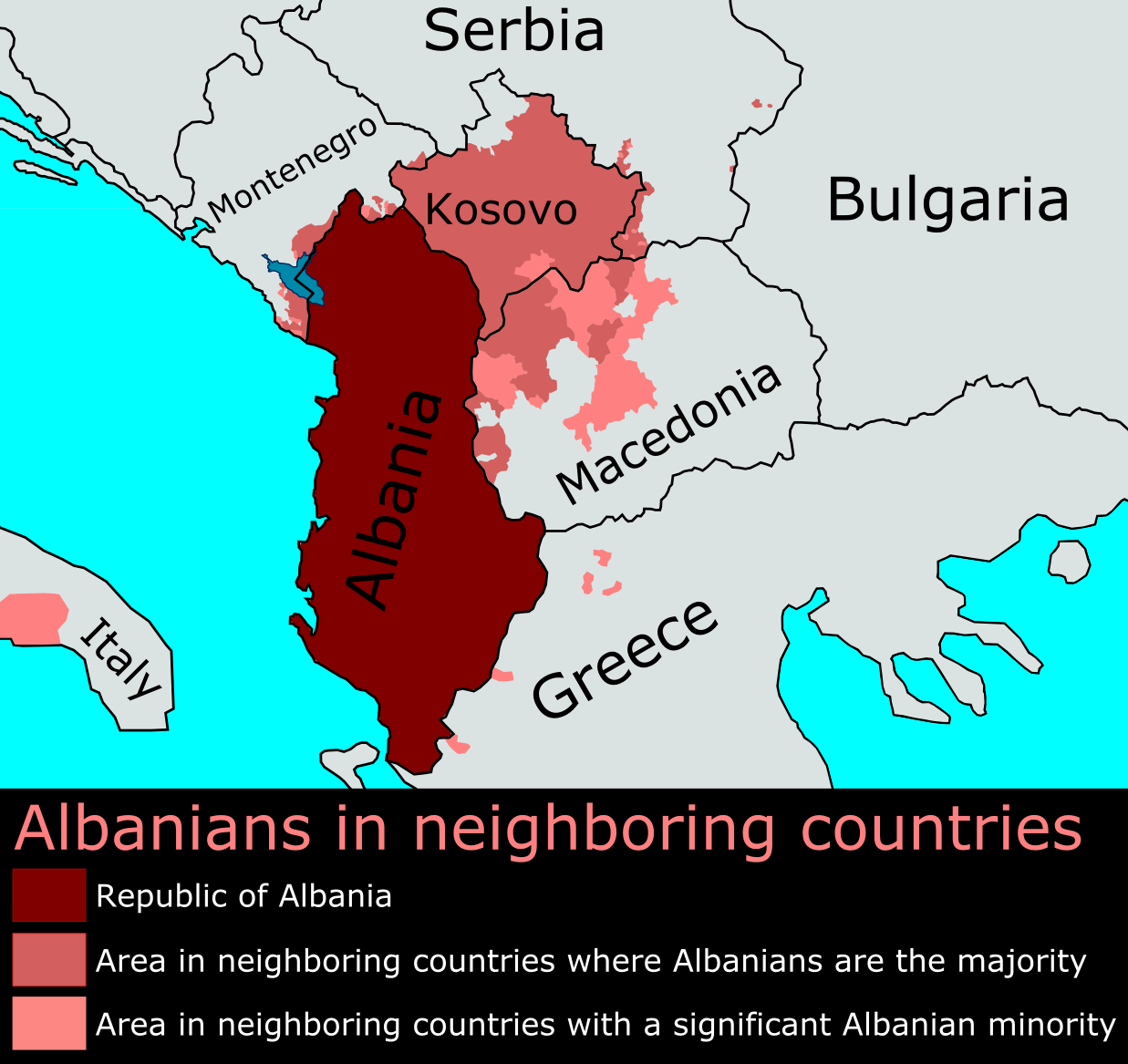
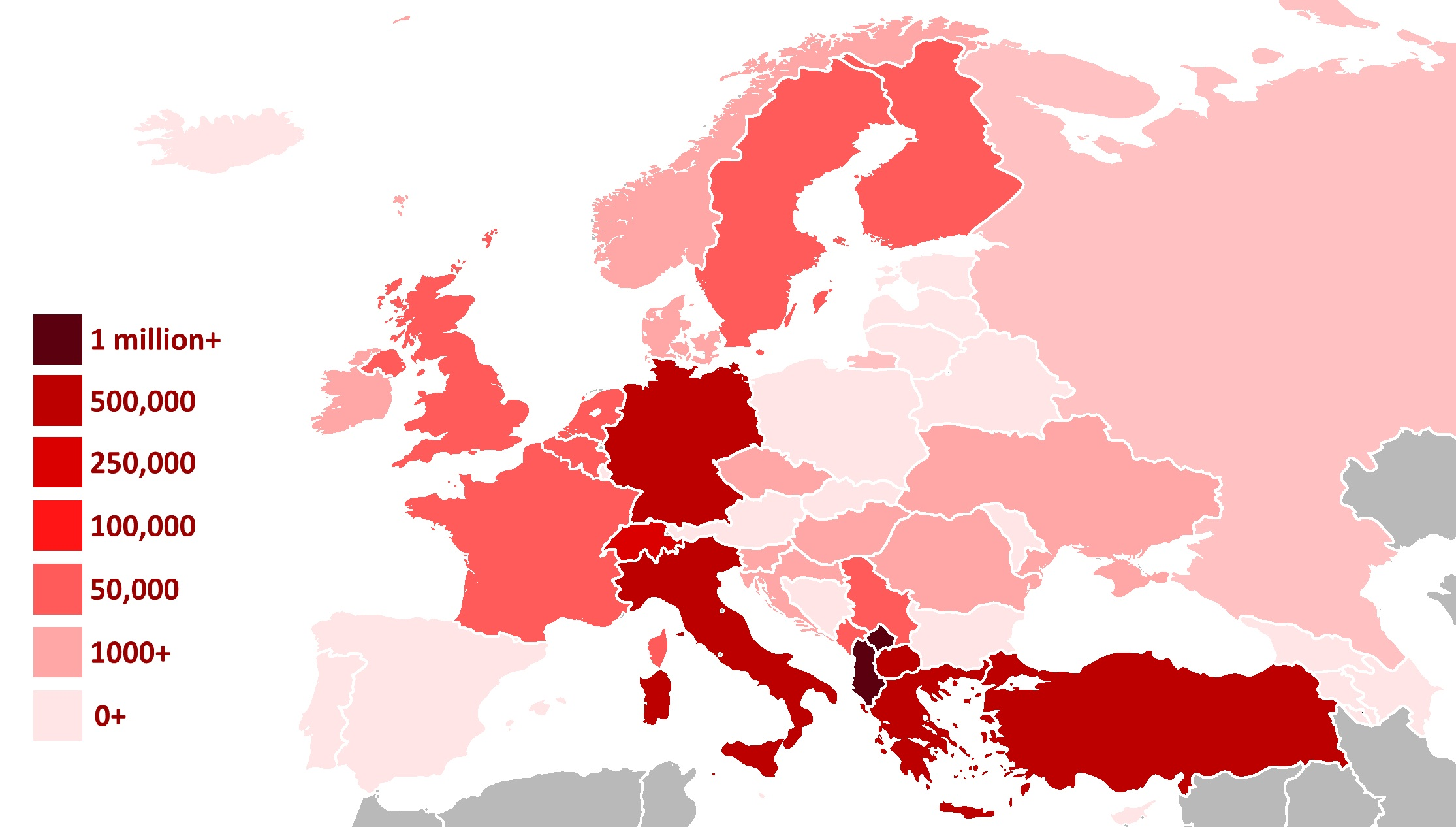